# Арчдејл (Северна Каролина)
Арчдејл (енгл. Archdale) град је у америчкој савезној држави Северна Каролина.

## Демографија
По попису из 2010. године број становника је 11.415, што је 2.401 (26,6%) становника више него 2000. године.
| Група             | 2000.         | 2010.         |
| Белци             | 8.315 (92,2%) | 9.763 (85,5%) |
| Афроамериканци    | 248 (2,8%)    | 461 (4,0%)    |
| Азијати           | 184 (2,0%)    | 547 (4,8%)    |
| Хиспаноамериканци | 163 (1,8%)    | 462 (4,0%)    |
| Укупно            | 9.014         | 11.415        |